# 부산포로수용소
부산포로수용소는 6.25 전쟁 동안 대한민국 국군이 운영하던 포로 수용소였다

## 역사
6.25 이전에 북한과의 국경 분쟁으로 국지전이 자주 일어났다. 1949년 11월 1일 영등포에 육군이 포로수용소를 설치하기도 하였고, 전쟁이 발발한 후에는 대전형무소에 포로 수용소를 설치했으나, 국군은 열세였고 곧 낙동강을 따라 전선이 형성될 정도로 빠르게 후퇴하였다. 대전 포로수용소를 폐쇄하고 운영하던 부대 또한 후퇴하여 대구로 옮겨가 효성초등학교에 제100포로수용소로 번호를 부여받았다. 전황에 따라 계속 옮길 수 없으므로, 고정된 포로수용소를 설치하기로 하고, 제100포로수용소는 포로집결소로 운영방침을 바꿨다.
1950년 8월 1일, 부산시의 영도에 있는 해동중학교로 임시로 설치하였고, 고정된 포로수용소를 거제리에 터를 잡고 8월 5일부터 15일까지 제1201건설공병단 예하 제202건설공병대대가 건설하였다. 건설이 끝나자, 육군본부는 이전이 끝나는대로 해동중학교의 임시 포로수용소를 폐쇄하였다.
유엔군은 인천상륙작전을 시작으로 수도를 수복하여 역전하였고, 압록강에 가까워졌을때, 기습적으로 중국인민지원군(PVA)이 참전하였다. 그에 따라 전선이 밀리면서도 잡은 포로가 기하급수적으로 늘어나 제6포로수용소까지 확장 설치했음에도 한계 수용량까지 치솟았다. 11월 27일에 유엔군은 거제포로수용소를 설치하기로 하였고, 그 와중에도 늘어난 포로들로 인해 12월부터 수영 제1,2,3포로수용소와 가야 제1,2,3포로수용소를 설치하였다.
거제포로수용소가 세워지자, 대부분의 포로가 옮겨졌고, 6월 월말 즈음에는 부산포로수용소는 1만 명 이하로 수용량이 해소되었다. 이 상태로 휴전할 때까지 이어졌고, 북한으로 돌아가기를 원하는 포로를 8월 5일부터 송환하였다.

## 같이 보기
- 거제포로수용소, 국제연합 제1포로수용소/주한 미군의 포로수용소